# UT斯达康
UT斯达康是全球性的通信设备提供商，其总部在香港。公司向固定与移动网络运营商、以及业务提供商提供各类通信解决方案，同时也提供各种专网解决方案。
公司专注于电信级的宽带（无线Wi-Fi与有线）传送与接入，为移动回传、城域汇聚、宽带接入与Wi-Fi提供优化的产品与解决方案。公司的宽带产品线包括基于MPLS-TP和电信级以太网技术（Carrier Ethernet）的PTN产品系列，结合内建的软件定义网络（SDN）架构，支持网络演进与multi-service access node（MSAN）。无线宽带接入则提供端到端的电信级Wi-Fi解决方案。公司致力于建立全球产品线，正在探索新市场和开发新产品，包括智能化客户终端设备（虚拟宽带网关）与数据中心交换设备。

## 历史
公司创立于1991年，原名Unitech Telecom。创始人陆弘亮，出生于中国，在美国上学。公司初创于加利福尼亚的奥克兰市，1993年在杭州驻扎，并专注于中国通信市场。1995年，Unitech与吴鹰和Chauncey Shey创办的斯达康公司合并，成为UT斯达康。几年后，公司发布个人手持式电话系统（PHS，PAS）。
公司在2000年3月于纳斯达克上市，IPO发行与一系列的并购帮助公司拓展其业务与技术，公司扎根于中国，拓展到亚洲和拉丁美洲的其它新兴经济体，并拓展业务到日本、美国和欧洲。2000至2004年间，公司通过若干起并购，将技术领域和市场机遇拓展到手机、CDMA、宽带和基于IP的各种通信技术。2008年7月，公司将其个人通信部门出售给AIG。
公司涉猎的技术涵盖广泛的通信领域，包括：NGN、软交换、IPTV、个人手持式电话系统（PHS，PAS）、3G移动通信、手机、光传输网、宽带接入、以及基于IP的MSAN、DSLAM、GEPON等各种用户接入产品。当前，公司专注于分组光网络产品、无线产品、宽带接入产品，以及软件定义网络(SDN)相关的解决方案。

## 产品
分组光传送
- 分组传送网PTN
- 下一代分组传送网NG-PTN，可全面融合公司的软件定义网络(SDN)平台，支持100GE接口，以及自动化部署。[5]
- SyncRing网络同步解决方案，用于蜂窝移动网络，作为移动回传的一部分[6]。该解决方案使用Precision Time Protocol（PTP）和Synchronous Ethernet（SyncE）技术，实现时间与频率的同步。

SDN
- 软件定义网络(SDN)控制器SOO Station

宽带解决方案
- 宽带无线接入 – 电信级Wi-Fi平台
- FTTx – 无源光网络（GPON） 平台
- Multi-service access node（MSAN）
- 宽带网核心 – SSTP信令网关，IP多媒体子系统（IMS）